# Fort Apache-reservatet
Fort Apache-reservatet er et indianerreservat, der har hovedsæde i byen Whiteriver, Arizona, USA (på visse kort er Fort Apache-reservatet navngivet White Mountain Apache-reservatet).
Beliggenhed: 310 km nordøst for Phoenix i Apache County, Gila County og Navajo County, omringet på 3 sider af nationalskov.
Stamme: White Mountain Apache. Kendt for: Kurvevævning og perlefremstilling.
Floderne Salt River og Black River danner grænsen, som deler Fort Apache-reservatet og Apache-reservatet San Carlos-reservatet, og som styres af to separate stammeregeringer.